# Ippécourt
Ippécourt je francouzská obec v departementu Meuse v regionu Grand Est. Leží asi 80 km východně od Remeše a 15 km jihozápadně od Verdunu, při dálnici A4. Žije zde 94 obyvatel.

## Poloha obce

### Sousední obce
| Růžice kompasu | Julvécourt                 | Les Souhesmes-Rampont  | Vadelaincourt | Růžice kompasu |
| Růžice kompasu | Lavoye Autrécourt-sur-Aire | Sever                  | Osches        | Růžice kompasu |
| Růžice kompasu | Lavoye Autrécourt-sur-Aire | Ippécourt              | Osches        | Růžice kompasu |
| Růžice kompasu | Lavoye Autrécourt-sur-Aire | Jih                    | Osches        | Růžice kompasu |
| Růžice kompasu | Nubécourt                  | Saint-André-en-Barrois | Souilly       | Růžice kompasu |